# Jerrel Wilson
Jerrel Douglas Wilson (* 4. Oktober 1941 in New Orleans, Louisiana, USA; † 9. April 2005 in Bronson, Texas), Spitzname: Thunderfoot oder The Duck, war ein US-amerikanischer American-Football-Spieler. Er spielte als Punter in der American Football League (AFL) und in der National Football League (NFL) bei den Kansas City Chiefs und New England Patriots.

## Spielerlaufbahn
Jerrel Wilson studierte an der University of Southern Mississippi, für deren Footballmannschaft, den Southern Miss Golden Eagles, er als Punter auflief. Wilson wurde 1963 sowohl von den Los Angeles Rams aus der NFL, als auch von den Kansas City Chiefs aus der AFL gedraftet. Er schloss sich den von Hank Stram trainierten Chiefs an. Bereits in seinem Rookiejahr machte er ligaweit auf sich aufmerksam, als er mit 72 Yards Raumgewinn durch einen Punt die Jahresbestleistung aufstellte. Im Jahr 1966 konnte Wilson dann mit seiner Mannschaft den ersten großen Erfolg feiern. Die Chiefs gewannen nach einer Hauptrunde mit elf Siegen aus 14 Spielen das AFL Meisterschaftsspiel mit 31:7 gegen die Buffalo Bills. Wilson kam in dem Spiel sechsmal zum Einsatz und erzielte damit einen Raumgewinn von 254 Yards. Mit diesem Sieg konnte Wilson in das AFL-NFL Championship Game gegen die von Vince Lombardi betreuten Green Bay Packers einziehen. Die Chiefs mussten sich in dem Spiel, welches später in Super Bowl I umbenannt wurde, mit 35:10 geschlagen geben. Wilson kam zu sieben Einsätzen und erzielte mit seinen Punts einen Raumgewinn von 317 Yards. 
Im Jahr 1969 konnte Wilson dann seinen einzigen Super-Bowl-Titel gewinnen. Die Chiefs hatten in der Hauptrunde erneut elf von 14 Spielen gewonnen. Nach einem 13:6-Sieg in den Play-offs gegen den amtierenden Super Bowl Gewinner New York Jets konnten die Oakland Raiders mit 17:7 im AFL Endspiel besiegt werden. Jerrel Wilson war es mit acht Punts und einem Raumgewinn von 343 Yards gelungen die Mannschaft der Raiders von der eigenen Homezone fernzuhalten. Gegner im Super Bowl IV waren die Minnesota Vikings, die mit 23:7 der Mannschaft aus Kansas City unterlagen.
Wilson erzielte während seiner Laufbahn zahlreiche Jahresbestleistungen. In den Jahren 1964 und 1973 erzielte er mit 3.326 und 3.642 Yards den größten Raumgewinn eines Jahres. Fünfmal war sein durchschnittlich erzielter Raumgewinn pro Punt der Ligaspitzenwert. Jerrel Wilson wechselte 1978 zu den New England Patriots und beendete nach diesem Jahr seine Laufbahn.

## Nach der Laufbahn
Jerrel Wilson lebte nach seiner Spielerlaufbahn in Texas. Er starb an Krebs und ist auf dem 
McAdams Cemetery in Crabbs Prairie, Texas, beerdigt. 

## Ehrungen
Wilson spielte dreimal im Pro Bowl, dem Abschlussspiel der besten Spieler einer Saison. Er wurde siebenmal zum All-Pro gewählt. Er ist Mitglied in der Kansas City Chiefs Hall of Fame, im  NFL 1970s All-Decade Team und im AFL All-Time Team.

## Quelle
- Jens Plassmann: NFL – American Football. Das Spiel, die Stars, die Stories (= Rororo 9445 rororo Sport). Rowohlt, Reinbek bei Hamburg 1995, ISBN 3-499-19445-7.